# Liste der amtierenden deutschen Landeseuropaminister
Landeseuropaminister sind für die Angelegenheiten der Europäischen Union und zumeist auch für Vertretung des jeweiligen Landes in Brüssel zuständig.

## Landeseuropaminister der deutschen Länder

Bundesrepublik Deutschland

| Land                   | Oberste Landesbehörde                                                                       | Name               | Amtsantritt       | Regierung/-en 1                                        | Partei | Partei | Bild |
| ---------------------- | ------------------------------------------------------------------------------------------- | ------------------ | ----------------- | ------------------------------------------------------ | ------ | ------ | ---- |
| Baden-Württemberg      | Staatsministerium (Vertreter des Landes Baden-Württemberg bei der Europäischen Union)       | Florian Hassler    | 12. Mai 2021      | Kretschmann III                                        |        | Grüne  |      |
| Bayern                 | Minister für Europaangelegenheiten und Internationales                                      | Eric Beißwenger    | 31. Oktober 2023  | Söder III                                              |        | CSU    |      |
| Berlin                 | Senatskanzlei (Staatssekretär für Bundes- und Europaangelegenheiten und Internationales)    | Florian Hauer      | 28. April 2023    | Wegner                                                 |        | CDU    |      |
| Brandenburg            | Ministerium der Finanzen und für Europa                                                     | Robert Crumbach    | 11. Dezember 2024 | Woidke IV                                              |        | BSW    |      |
| Bremen                 | Senatskanzlei (Bevollmächtigter der Freien Hansestadt Bremen beim Bund und für Europa)      | Olaf Joachim       | 15. August 2019   | Bovenschulte I Bovenschulte II                         |        | SPD    |      |
| Hamburg                | Senatskanzlei (Staatsrätin für Bund, Europa und Auswärtiges)                                | Liv Assmann        | 5. Januar 2024    | Tschentscher II                                        |        | SPD    |      |
| Hessen                 | Minister für Bundes- und Europaangelegenheiten, Internationales und Entbürokratisierung     | Manfred Pentz      | 18. Januar 2024   | Rhein II                                               |        | CDU    |      |
| Mecklenburg-Vorpommern | Ministerium für Wissenschaft, Kultur, Bundes- und Europaangelegenheiten                     | Bettina Martin     | 15. November 2021 | Schwesig II                                            |        | SPD    |      |
| Niedersachsen          | Staatskanzlei, Ministerin für Europa und Regionale Landesentwicklung                        | Melanie Walter     | 20. Mai 2025      | Lies                                                   |        | SPD    |      |
| Nordrhein-Westfalen    | Staatskanzlei, Minister für Bundes- und Europaangelegenheiten, Internationales sowie Medien | Nathanael Liminski | 29. Juni 2022     | Wüst II                                                |        | CDU    |      |
| Rheinland-Pfalz        | Staatskanzlei (Bevollmächtigter beim Bund und für Europa)                                   | Heike Raab         | 15. Juli 2015     | Dreyer I Dreyer II Dreyer III Schweitzer               |        | SPD    |      |
| Saarland               | Staatskanzlei (Bevollmächtigter für Europa)                                                 | David Lindemann    | 26. April 2022    | Rehlinger                                              |        | SPD    |      |
| Sachsen                | Staatskanzlei (Staatssekretär für Bundes- und Europaangelegenheiten)                        | Andreas Handschuh  | 19. Dezember 2024 | Kretschmer III                                         |        | CDU    |      |
| Sachsen-Anhalt         | Staatskanzlei und Ministerium für Kultur                                                    | Rainer Robra       | 16. Mai 2002      | Böhmer I Böhmer II Haseloff I Haseloff II Haseloff III |        | CDU    |      |
| Schleswig-Holstein     | Landwirtschaft, ländliche Räume, Europa und Verbraucherschutz                               | Werner Schwarz     | 29. Juni 2022     | Günther II                                             |        | CDU    |      |
| Thüringen              | Minister für Bundes- und Europaangelegenheiten, Sport und Ehrenamt                          | Stefan Gruhner     | 13. Dezember 2024 | Voigt                                                  |        | CDU    |      |